# Дрегушень (Галац)
Дрегушень, Дрегушені (рум. Drăgușeni) — село у повіті Галац в Румунії. Входить до складу комуни Дрегушень.
Село розташоване на відстані 215 км на північний схід від Бухареста, 64 км на північ від Галаца, 131 км на південь від Ясс.

## Населення
За даними перепису населення 2002 року у селі проживали 1743 особи. Усі жителі села рідною мовою назвали румунську.
Національний склад населення села:
| Національність | Кількість осіб | Відсоток |
| -------------- | -------------- | -------- |
| румуни         | 1729           | 99,2%    |
| цигани         | 14             | 0,8%     |